# Nagy Józsefné (politikus, 1921–1999)
Nagy Józsefné, leánykori nevén Szarka Jolán (Nagysimonyi, 1921. augusztus 14. – Budapest, 1999. november 2.) kommunista politikus, könnyűipari miniszter.

## Életpályája
Apja földműves volt. Hat elemi osztályt végzett.  1935 és 1938 között háztartási alkalmazottként dolgozott. Bekapcsolódott a Vörös Segély tevékenységébe.  1945-ben belépett a Magyar Kommunista Pártba. 3 hónapos pártiskolát végzett.  1946-ig Csepregen a MADISZ járási funkcionáriusa, majd a Magyar Pamutipar újpesti telepén szövőnő, 1948-ban az üzemi konyha vezetője, 1949-ben alapszervezeti párttitkár, majd káderes, 1949. júniustól pamutipari üzemeket vezetett: a Hazai Pamutszövő Vállalat és az Óbudai Pamutipar vezérigazgatója volt. 1950. szeptembertől főosztályvezető volt a Könnyűipari Minisztériumban, majd 1951. január 27-étől a  miniszter személyi ügyek helyettese. 1951–1952-ben az MDP Pártfőiskoláján tanult, a Marx Károly Közgazdaság-tudományi Egyetemen két évet végzett, 1954-ben közgazdász oklevelet szerzett.1952. augusztus 30-án kinevezték az Országos Tervhivatal elnökhelyettesévé. Könnyűipari miniszter 1955. szeptember 8-án lett. 1956. novemberben a Magyar Forradalmi Munkás-Paraszt Kormány alatt a Könnyűipari Minisztérium ügykezelésének vezetője volt 1956. december 13. és 1957. május 9. között. ezután ismét könnyűipari miniszter volt, 1971. május 12-ig. Az MDP Központi Vezetőségének póttagja 1951. március 1. és 1954. május 30., rendes tagja 1954. május 30-ától a párt felbomlásáig, az MSZMP Központi Bizottság póttagja 1959. december 5-étől, rendes tagja 1966. december 3. és 1970. november 28. között volt, ezután az MSZMP Központi Ellenőrző Bizottságának tagja 1980-ig. 1953. május 17-én a Magyar Függetlenségi Népfront Győr-Sopron megyei listáján pótképviselővé választották, behívására 1957. május 9-én került sor. A Hazafias Népfront Győr-Sopron megyei listáján 1967. január 28-ig képviselő volt, majd 1971. április 25-én Győr-Sopron megye 7. számú egyéni választókerületében ismét mandátumhoz jutott.
1968-tól tagja volt az Olasz Akadémia ipari tagozatának.